# Nuelles
Nuelles és un antic municipi francès, situat al departament del Roine i a la regió de Alvèrnia - Roine-Alps. L'any 2007 tenia 608 habitants.
L'1 de gener de 2013, Nuelles es va fusionar amb Saint-Germain-sur-l'Arbresle i conformen el municipi nou Saint-Germain-Nuelles.

## Demografia

### Població
El 2007 la població de fet de Nuelles era de 608 persones. Hi havia 219 famílies de les quals 31 eren unipersonals (8 homes vivint sols i 23 dones vivint soles), 74 parelles sense fills, 110 parelles amb fills i 4 famílies monoparentals amb fills.
La població ha evolucionat segons el següent gràfic:
Habitants censats

### Habitatges
El 2007 hi havia 234 habitatges, 216 eren l'habitatge principal de la família, 12 eren segones residències i 6 estaven desocupats. 216 eren cases i 18 eren apartaments. Dels 216 habitatges principals, 180 estaven ocupats pels seus propietaris, 32 estaven llogats i ocupats pels llogaters i 4 estaven cedits a títol gratuït; 1 tenia una cambra, 6 en tenien dues, 17 en tenien tres, 51 en tenien quatre i 142 en tenien cinc o més. 191 habitatges disposaven pel capbaix d'una plaça de pàrquing. A 71 habitatges hi havia un automòbil i a 134 n'hi havia dos o més.

### Piràmide de població
La piràmide de població per edats i sexe el 2009 era:
| Homes | Edats   | Dones |
| ----- | ------- | ----- |
| 0     | 95 o +  | 0     |
| 0     | 90 a 94 | 0     |
| 0     | 85 a 89 | 0     |
| 0     | 80 a 84 | 0     |
| 8     | 75 a 79 | 12    |
| 16    | 70 a 74 | 4     |
| 8     | 65 a 69 | 8     |
| 8     | 60 a 64 | 8     |
| 8     | 55 a 59 | 16    |
| 8     | 50 a 54 | 4     |
| 28    | 45 a 49 | 20    |
| 20    | 40 a 44 | 24    |
| 28    | 35 a 39 | 44    |
| 12    | 30 a 34 | 8     |
| 8     | 25 a 29 | 4     |
| 12    | 20 a 24 | 4     |
| 20    | 15 a 19 | 20    |
| 20    | 10 a 14 | 20    |
| 24    | 5 a 9   | 20    |
| 28    | 0 a 4   | 24    |

## Economia
El 2007 la població en edat de treballar era de 408 persones, 326 eren actives i 82 eren inactives. De les 326 persones actives 313 estaven ocupades (161 homes i 152 dones) i 14 estaven aturades (7 homes i 7 dones). De les 82 persones inactives 25 estaven jubilades, 40 estaven estudiant i 17 estaven classificades com a «altres inactius».

### Ingressos
El 2009 a Nuelles hi havia 229 unitats fiscals que integraven 649 persones, la mediana anual d'ingressos fiscals per persona era de 22.341 €.

### Activitats econòmiques
Dels 28 establiments que hi havia el 2007, 3 eren d'empreses de fabricació d'altres productes industrials, 7 d'empreses de construcció, 8 d'empreses de comerç i reparació d'automòbils, 1 d'una empresa de transport, 2 d'empreses immobiliàries, 6 d'empreses de serveis i 1 d'una empresa classificada com a «altres activitats de serveis».
Dels 8 establiments de servei als particulars que hi havia el 2009, 1 era un taller de reparació d'automòbils i de material agrícola, 1 guixaire pintor, 2 fusteries, 2 lampisteries, 1 electricista i 1 perruqueria.
L'any 2000 a Nuelles hi havia 9 explotacions agrícoles que ocupaven un total de 115 hectàrees.

## Equipaments sanitaris i escolars
El 2009 hi havia una escola elemental.

## Poblacions més properes
El següent diagrama mostra les poblacions més properes.